# Heilige-Familiekerk (Witgoor)

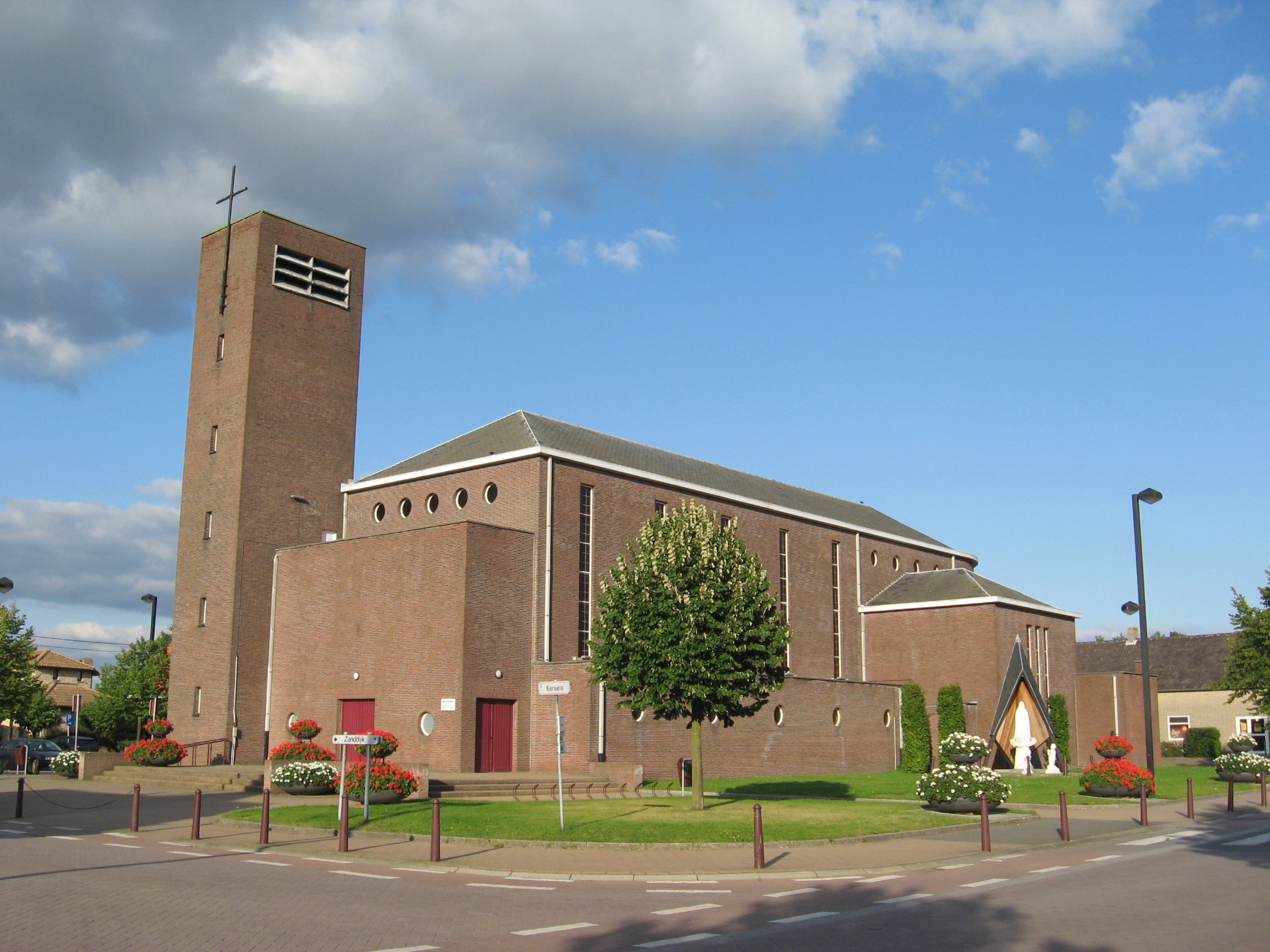
Heilige-Familiekerk

De Heilige-Familiekerk is de parochiekerk van de tot de Antwerpse gemeente Dessel behorende plaats Witgoor, gelegen aan de Meistraat 148A.

## Geschiedenis
In 1661 werd hier een kapel gebouwd die gewijd was aan Onze-Lieve-Vrouw van Bijstand. Tijdens het interbellum (1918-1939) werd Witgoor een kapelanie die bediend werd vanuit de Abdij van Postel. Vanaf 1932 was er een noodkerk in de school van de zusters Annunciaten. In 1934-1935 werd een definitieve kerk gebouwd naar ontwerp van Stan Leurs. In 1958 werd deze verheven tot parochiekerk.
De kapel, die enigszins buiten het dorp lag, viel ten prooi aan verwaarlozing en werd uiteindelijk gesloopt.

## Gebouw
De bakstenen kerk is een voorbeeld van vroegmoderne architectuur en is verwant aan de nieuwe zakelijkheid. Feitelijk is het een zaalkerk, want de zijbeuken zijn als lage aanbouwen uitgevoerd. Links van de voorgevel staat een aangebouwde stoere toren op vierkante plattegrond, gedekt door een plat dak en voorzien van een metalen kruis. Het eigenlijke gebouw wordt gedekt door lage schilddaken en platte daken.

## Interieur
Vooral het orgel is bijzonder: de oudste onderdelen zijn van 1630 en de orgelkast is van 1730. In 1787 werd het orgel geplaatst in de Sint-Martinuskerk van Retie. In 1936 werd het orgel naar Witgoor overgebracht. Het orgel is herhaaldelijk gewijzigd en gerestaureerd.